# Cyrus Pringle
Cyrus Guernsey Pringle (6 mai 1838 - 25 mai 1911) est un botaniste américain qui a passé 35 ans à répertorier les plantes d'Amérique du Nord, et tout particulièrement celles du Mexique.

## Biographie
On lui doit notamment l'introduction du Yucca filifera aux Jardins botaniques royaux de Kew en 1888.

## Œuvres
- Plantae Mexicanae : Exsiccata, Charlotte (Vermont) USA, 1887-1899, 4 vol.